# OHSAS 18001
OHSAS 18001是一個已被取代的職業安全健康管理體系評估系列國際標準，隨後被採納為英國標準。2018年3月12日，ISO 45001於國際標準化組織發布，並在2021年3月之前遷移到ISO 45001，以保留公認認證。

## 外部連結
- 官方网站